# 宍戶隆家
宍戶隆家（1518年（永正15年） － 1592年（文祿元年））、日本戰國時代武將。毛利氏家臣，五龍城主，毛利十八將之一。父親是宍戶元家、祖父是宍戶元源。母親是山內直通的女兒。妻子是毛利元就的女兒五龍局。兒子宍戶元秀、孫子宍戶元續。女兒南之方是毛利輝元正室，另一女兒是河野通宣繼室。
父親宍戶元家戰死後、母親回到娘家山内家居住，不過不久發現已經懷孕，於是隆家以遺腹子的身分出生了。隆家一直在外祖父山内直通的保護下長大、成年後重新接掌宍戶氏。因為家臣的讒言隆家殺害了叔父宍戶隆忠。
宍戶氏乃安藝國有勢力的國人，向來和毛利氏爭奪安藝國的領導權。毛利元就於是採取拉攏的手段，將長女嫁給宍戶隆家、令宍戶氏和吉川元春、小早川隆景等代表的吉川氏和小早川氏共同參與毛利氏的軍事行動，配合毛利氏爭霸西國。元就對隆家非常重用，元就令隆元必須以一門般同樣的待遇對待隆家，可見元就並不忽視宍戶氏和隆家的功勞，而非單純透過賣掉女兒來控制宍戶家。隆家也沒有辜負元就的期待，天文九年（1540年）的吉田郡山城之戰，宍戶家便在備後可愛川擊退了尼子新宮黨的進攻，又時常充任吉川軍的先鋒，並且在嚴島之戰時肩負保衛吉田郡山城的重大任務，江戶時代的宍戶氏已是毛利氏的一門筆頭。
隆家也積極繼續保持宍戶氏和毛利氏之間的婚姻關係，隆家次女嫁給吉川元春的嫡男吉川元長、三女嫁給毛利輝元。隆家於74歲時逝世。墓所位於廣島縣安藝高田市。